# Usine Kirov
L'usine Kirov (LKZ) (en russe : Кировский завод, Kirovskiy zavod) anciennement usine Poutilov en 1862, puis renommée en l'honneur de Kirov en 1934, est un important constructeur russe de machines établi à Saint-Pétersbourg, en Russie. Fondée en 1789, l'usine a déménagé à son emplacement actuel en 1801 comme fonderie pour des boulets de canon.

## Histoire

### Origines
Le point de départ de l'Usine Kirov est le transfert de la fonderie de canons de Kronstadt à Saint-Pétersbourg en 1801. Parmi ses premiers directeurs, on retrouve Charles Gascoigne (1801-1806), Adam Armstrong (ru) (1807-1818) et Matthew Clark (ru). En 1806-1807, sous la direction d'Alexandre Poltoratski (ru), on commence à y fabriquer les fusils militaires.
L’inondation de 1824 cause d'innombrables dommages et emporte les vies de 152 ouvriers. Après une cession d'activité en 1834-1839, l'usine reprise en 1842 par la société des entreprises de prospection se lance dans la fabrication de rails en 1844. 
Entreprise publique en 1847, elle est rachetée en 1851 par le vétéran de la campagne de Crimée, le général adjoint Nikolaï Ogarev (ru) qui la loue à la compagnie Richter I. Dey & C° de Vassili Khinley. Malgré l'emprunt accordé par l’état en 1858, Richter I. Dey & C° se retrouve en faillite et en mars 1864 sera racheté par le marchand Wilhelm Ritter et le banquier Konstantin Feleizen de l'illustre maison russe des Feleizen qui fondent la société de construction ferroviaire à capitaux privés Péroun.

### Les ateliers Poutilov

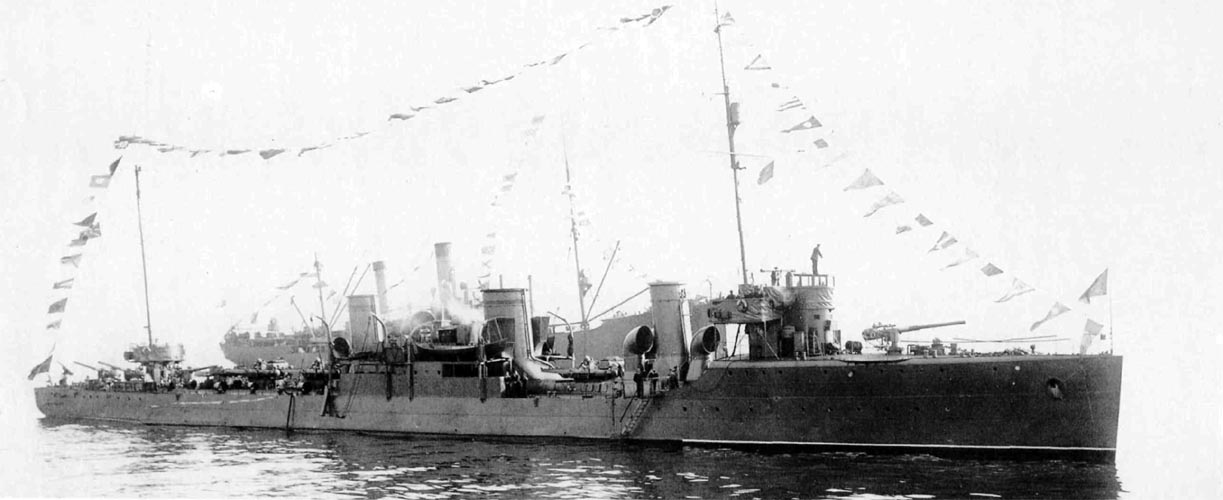
Le destroyer Lénine (ex-Capitaine Itsylmedev).

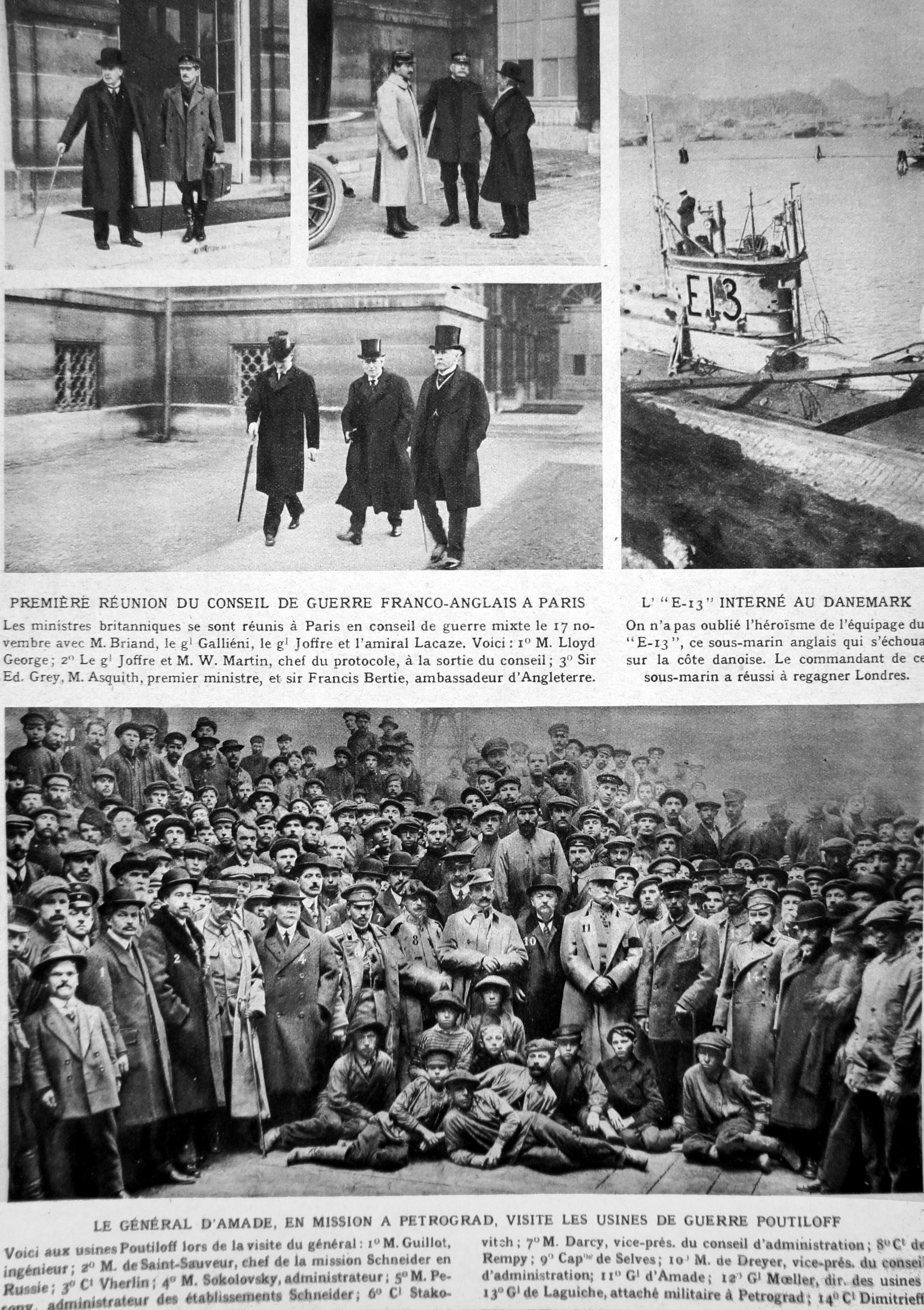
Le général d'Amade avec une délégation française en novembre 1915 à l'usine.

En 1868, la société Péroun est rachetée par l'ingénieur Nikolaï Poutilov (en) qui lance la fabrication de locomotives et en fait l'usine Poutilov (Putilovski savod). La société connaît une grande prospérité dans les années 1890 avec l'industrialisation de la Russie, favorisée par la politique du ministre Serge Witte : en l'espace d'une décennie, les commandes quadruplent, pour atteindre 12 400 unités en 1900. Ce sont majoritairement (60%) des commandes de l'Etat. Vers 1900, devenue la première entreprise du secteur métallurgique russe par volume de production, l'usine commence à couler des canons et devient, en concurrence avec les arsenaux impériaux et l'usine d'Oboukhov, l'un des principaux fournisseurs de l’armée. Poussés par la politique d'armement de la Russie tsariste, les propriétaires de l'usine décident en 1910 de s'associer aux Allemands de Blohm & Voss pour construire un chantier naval sur la Neva (l'arsenal Poutilov), et se positionner sur le marché lucratif des destroyers. L'arsenal reçoit en 1912 commande par la marine impériale russe de huit destroyers de la classe Lieutenant Ilyne : trois premières unités sont construites dès 1917 et, après une interruption due aux troubles révolutionnaires, deux autres en 1928. Au cours de la Première Guerre mondiale, l'usine grossit jusqu'en 1917, et devient la plus importante de la région de Saint-Petersbourg.

### La révolution d'Octobre et ses conséquences

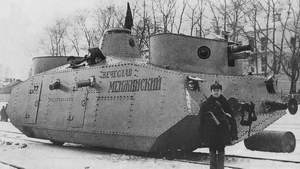
Un train blindé MBV-2 construit par l'usine Kirov dans les années 1930 utilisé par le NKVD.

La grève des ouvriers de l'usine, au mois de février 1917 (une première grève avait eu lieu en 1904-05), est considérée comme l'un des événements moteurs de la révolution d'Octobre,. Les Bolcheviks rebaptisent l'usine zavod "Krasny Poutilovets" (usine Rouge Poutilov) et lui assignent la tâche de produire des tracteurs en vue de la mécanisation de l'agriculture. Les ingénieurs reprennent les plans du tracteur américain Fordson Model F. De 1933 à 1934, l'usine se lance dans la construction d'automobiles, avec la limousine L 1 : c'est une voiture à six places, à moteur huit cylindres (5 750 cm3, 105 CV), inspirée d'un modèle Buick à empattement de 3,38 m.

### L'usine Kirov

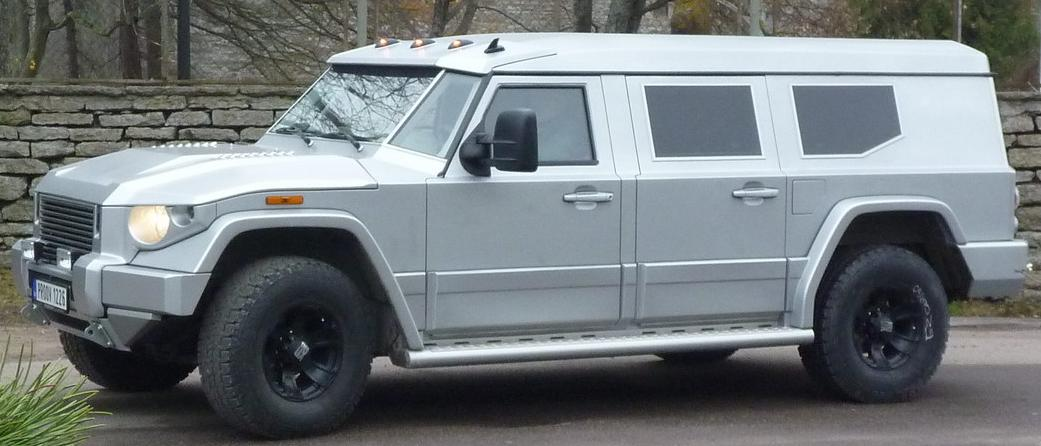
Le 4x4 Dartz Kombat T-98.

En hommage au chef du PC de Leningrad assassiné, Sergeï Mironovitch Kirov, l'usine est rebaptisée Kirov n°100 en 1934 (le numéro « 100 » indique qu'il s'agit d'une usine d'armement). En 1938, les autorités y créent le « bureau d'études spéciales n°2 » (OKB 2), chargé de la conception des chars de combat SMK. L'usine produira ces chars en coordination avec l'Usine de tracteurs de Tcheliabinsk. Au cours de la Seconde Guerre mondiale, elle fabrique des chars T-34, et de 1958 à 1965 des chars T-10M .
Lors de sa visite d'Etat aux États-Unis, en 1959, le chef du Parti Nikita Khrouchtchev est très impressionné par les performances des tracteurs John Deere : à son retour, il charge l'usine Kirov de produire des tracteurs aussi puissants pour l'agriculture soviétique, et la première machine de marque Kirovets sort des ateliers en 1962. Les tracteurs Kirovets K-700 ont été massivement employés non seulement en Union soviétique mais aussi dans tous les pays du COMECON. L'usine a fêté en 1989 la production du 400 000e  tracteur Kirovets. Depuis 2004, elle produit un SUV à transmission intégrale, le Dartz Kombat T-98, très proche des Hummer.
L'usine Kirov est parfois confondue avec une autre usine d'armement de la région de Saint-Petersbourg (l'usine n°185, OKMO), qui est l'ancienne usine Obouchov.